# Riders Republic
Riders Republic es un videojuego deportivo desarrollado por Ubisoft Annecy y publicado por Ubisoft. El juego se lanzó para Microsoft Windows, PlayStation 4, PlayStation 5, Amazon Luna, Stadia, Xbox One y Xbox Series X/S el 28 de octubre de 2021.

## Jugabilidad
Las cuatro actividades principales disponibles en el juego incluyen ciclismo de montaña, esquí, snowboard y vuelo con traje aéreo. Ubisoft describió el juego como un "juego de deportes multijugador masivo", ya que hasta 64 jugadores pueden competir entre sí en competencias Mass Races. Las versiones de PS4 y Xbox One solo admiten unos 20 jugadores. Además, los jugadores también pueden jugar un modo multijugador competitivo 6v6 llamado "Tricks Battle Arena". En este modo, cada equipo compite en una arena y necesita realizar tantos trucos como sea posible para ganar puntos de truco. El equipo que tenga la puntuación más alta gana la partida. El juego se desarrolla en un mundo abierto que combina siete parques nacionales distintos en el oeste de los Estados Unidos, a saber, Bryce Canyon, Yosemite Valley, Sequoia Park, Zion, Canyonlands, Mammoth Mountain y Grand Teton, en un solo mapa enorme. El juego cuenta con centros sociales en los que los jugadores pueden encontrarse e interactuar entre sí.
El juego cuenta con un modo de carrera, en el que los jugadores participan en seis disciplinas diferentes (bicicleta estilo libre, carreras de bicicletas, snowboard/esquí estilo libre, snowboard/carreras de esquí, Wingsuit, Rocket Wingsuit). Cada uno de ellos tiene su propio camino de progresión. Gradualmente, los jugadores alcanzarían hitos importantes, como ser invitados a participar en competiciones como la UCI Mountain Bike World Cup, Red Bull Rampage, Red Bull Joyride y los X Games, y firmar con patrocinadores deportivos del mundo real. El objetivo final es participar en el "Riders Ridge Invitational", descrito como "una competencia multideportiva nunca antes vista que presenta todos los deportes en un solo evento". En este evento, los jugadores pueden cambiar entre las actividades deportivas a voluntad. A medida que los jugadores progresen en el modo carrera, desbloquearán nuevos equipos, atuendos y artículos cosméticos.

## Desarrollo
El juego está siendo desarrollado actualmente por Ubisoft Annecy utilizando el motor de juego patentado de Ubisoft, Ubisoft Anvil, del equipo que lanzó Steep, también un juego de deportes extremos, en 2016. El desarrollo del juego comenzó en 2017 y el equipo de desarrollo se amplió para incluir miembros de otros estudios de Ubisoft en Montpellier, Belgrado, Pune, Berlín, Kiev y Odesa. El equipo de desarrollo recreó los parques nacionales usando datos de GPS, y aunque los siete parques nacionales son regiones distintas en la vida real, el equipo integró los parques para crear un solo mundo abierto para que los jugadores exploren. Los parques nacionales estadounidenses fueron elegidos como escenario del juego, ya que a menudo se utilizan para albergar competiciones de deportes extremos. El estudio también envió un equipo a visitar estos parques para asegurarse de que estén representados con precisión en el juego.
Al igual que Steep, el juego no es un videojuego de simulación, ya que el equipo diseñó el juego para que fuera lo más accesible posible. El equipo trabajó con expertos y atletas para garantizar que cada actividad presentada sea auténtica. Por ejemplo, diferentes marcas de bicicletas tienen estadísticas que "imitan el comportamiento de la vida real". El juego fue diseñado para ser un juego social que enfatiza "la emoción y la camaradería de la comunidad en línea". Esta decisión se tomó después de que Steep se ofreciera como un juego gratuito para los miembros de PlayStation Plus a principios de 2019, lo que atrajo a más de 10 millones de nuevos jugadores.
Riders Republic se anunció el 10 de septiembre de 2020 durante el evento digital Ubisoft Forward. El juego estaba programado para ser lanzado el 25 de febrero de 2021, pero Ubisoft lo retrasó en enero de 2021. Luego, el juego estaba programado para ser lanzado el 2 de septiembre de 2021, pero se retrasó hasta el 28 de octubre. Los jugadores que reservaron el juego recibirían el Bunny Pack, que agrega artículos cosméticos adicionales al juego. El juego sería ampliamente compatible con contenido descargable posterior al lanzamiento. Se lanzó para Windows, PlayStation 4, PlayStation 5, Stadia, Xbox One y Xbox Series X el 28 de octubre de 2021.

## Recepción
Riders Republic recibió críticas "generalmente favorables", según el agregador de reseñas Metacritic. Game Informer le otorgó al juego un 6.75, destacando que "Aunque me gustaron las carreras en Riders Republic, en general, no puedo decir que disfruté mi tiempo con él. Es una oportunidad perdida de un juego, centrándose en todas las cosas equivocadas, una experiencia que vale la pena omitir".
Otros revisores fueron de naturaleza mucho más positiva, como GamesRadar, diciendo que "prioriza la diversión, la libertad y la comunidad".

### Premios y reconocimientos
El juego fue nominado a Mejor juego de deportes/carreras en The Game Awards 2021.